# Danica Deutsch
Danica Deutsch (geboren als Danica Bruckner 16. August 1890 in Sarajevo, Bosnien-Herzegowina, Österreich-Ungarn; gestorben 24. Dezember 1976 in New York, USA) war eine österreichisch-amerikanische Psychologin, Pädagogin und Vertreterin der Individualpsychologie.

## Leben
Danica Bruckner wuchs als Älteste von fünf Geschwistern auf. Ihre Mutter war Lehrerin und legte großen Wert auf die Berufsausbildung ihrer Töchter. 1909 machte Bruckner eine Ausbildung als Sprachlehrerin in Wien, die sie mit einem Sommerkurs für Französisch und Psychologie an der Universität Genf vervollständigte. Sie war für kurze Zeit Lehrerin in Sarajevo, lernte aber noch vor dem Ersten Weltkrieg den Kreis um Alfred Adler kennen und besuchte die Diskussionsrunden in seinem Hause. 1912 heiratete sie Leonhard Deutsch, einen Musikpädagogen und Individualpsychologen, mit dem sie die Töchter Ruth Ronall und Mia Glazer hatte.
Nachdem die Adlerschen Diskussionsrunden 1918 fortgesetzt werden konnten, wurde sie bald aktive Individualpsychologin. Im Rahmen des Vereins für Individualpsychologie hielt sie Referate, arbeitete als Erziehungsberaterin und veranstaltete Kurse zum Thema Selbsterziehung. Von 1931 bis 1934 war sie Vorstandsmitglied des Vereins. Von 1932 bis 1934 war sie mit der Organisation und Leitung der „Arbeitsgemeinschaft für Mütter und Väter“, einer Diskussionsgruppe über Erziehungsprobleme für Eltern und Lehrer, betraut.
Sie fungierte auch als Herausgeberin des „Mitteilungsblatts für individualpsychologische Veranstaltungen“.
1938 emigrierte sie in die USA, wo sie am College of Music in Jacksonville/Florida Lehrerkurse in Theorie und Praxis der Individualpsychologie durchführte. In New York City arbeitete sie gemeinsam mit anderen emigrierten Individualpsychologen in einer Kinderbetreuungseinrichtung. Daneben organisierte sie öffentliche individualpsychologische Kurse und Vorträge und war Sekretärin der New Yorker Gruppe.
1948 gründete sie das Alfred Adler Consultation Center, eine individualpsychologische Beratungsstelle für ärmere Leute. Als diese 1954 in eine Mental Hygiene Clinic umgewandelt wurde, war sie viele Jahre deren Executive Director. Sie leitete bis 1973 das Alfred Adler Institut in New York. Danach gab sie immer noch Unterricht und hielt Psychotherapiesitzungen.

## Werk
Danica Deutschs Lebenswerk war typisch für eine Individualpsychologin. Nach dem Vorbilde Alfred Adlers versuchte sie das individualpsychologische Wissen zu lehren und zu verbreiten. Im Rahmen des Alfred Adler Consultation Center veranstaltete sie individualpsychologische Einzeltherapien, Familientherapien, Gruppentherapien für Mütter, Ehepaare, Jugendliche, Kinder und Studenten. Dazu bot sie auch gesellschaftliche Veranstaltungen wie Musikkurse und Tanztherapie an. Sie führte auch selbst Kurse, Gruppentherapien und Beratungen durch. Ihre Beiträge in Zeitschriften befassten sich vor allem mit Familientherapie, Einzel- und Gruppenberatung.